# Vireda
Vireda is een plaats in de gemeente Aneby in het landschap Småland en de provincie Jönköpings län in Zweden. De plaats heeft 50 inwoners (2005) en een oppervlakte van 18 hectare.